# Minersville (Utah)
Minersville è una città degli Stati Uniti d'America, situata nello Stato dello Utah, nella Contea di Beaver.